# Jeanne d'Arc Uwimanimpaye
Jeanne d'Arc Uwimanimpaye (nascida em 1978) é uma política do Ruanda. É membro titular da Câmara dos Deputados desde 2008. De 2013 a 2018 actuou como Vice-Presidente da Câmara.

## Vida
Jeanne d'Arc Uwimanimpaye é graduada em Economia pela Universidade Nacional de Ruanda. Antes de ingressar no Parlamento, ela trabalhou como professora do ensino médio e no governo local como auditora interna do distrito e oficial de Relações Públicas.
Uwimanimpaye entrou no Parlamento nas eleições parlamentares do Ruanda em 2008, como uma das seis representantes femininas da Província Oriental. Em 2010, ela viajou para o Reino Unido como observadora eleitoral da Commonwealth nas eleições gerais de 2010 no Reino Unido.
Nas eleições parlamentares de 2013, Uwimanimpaye continuou na Câmara dos Deputados como representante da Província Oriental. Em outubro de 2013, foi eleita Vice-Presidente responsável pela Supervisão do Governo e Legislação, recebendo 70 votos em 80 possíveis. Como Vice-Presidente, ela apresentou a moção para permitir que o Presidente Kagame concorra a um terceiro mandato, depois de uma petição ter atraído 3,8 milhões de assinaturas:
Os subscritores da petição saudam o presidente Kagame por ter parado o genocídio e criar uma rapida recuperação económica.
Uwimanimpaye foi seleccionada como candidata pelo RPF-Inkotanyi para as eleições parlamentares de 2018, e eleita para representar o Distrito de Gatsibo da Província Oriental. Ela deixou o cargo de vice-presidente e foi sucedida por Edda Mukabagwiza, do RPF-Inkotanyi. Em setembro de 2019, Uwimanimpaye fez pressão por uma investigação sobre irregularidades financeiras em torno de licitações feitas pelo Conselho de Agricultura do Ruanda, e também criticou as aquisições feitas pela Agência Cooperativa do Ruanda.